# Trichomachimus quinlani
Trichomachimus quinlani är en tvåvingeart som beskrevs av H. Oldroyd 1964. Trichomachimus quinlani ingår i släktet Trichomachimus och familjen rovflugor.
Artens utbredningsområde är Nepal. Inga underarter finns listade i Catalogue of Life.